# Cambridgeská deklarace
Cambridgeská deklarace je teologický dokument schválený v roce 1996 v Cambridge (USA) představiteli reformovaných a luteránů evangelikálního směru.
Deklarace se obrací proti dogmatickému rozvolnění evangelikálního hnutí, opakuje reformační zásady sola Scriptura, solus Christus, sola gratia, sola fide a soli Deo gloria. Obrací se proti pronikání postmodernismu, relativismu a antropocentrismu do evangelikální teologie i praxe evangelikálních církvi. Je rezervovaná vůči ekumenickým vztahům s katolíky a přejímání některých důrazů z charismatického hnutí.
K předním inspirátorům Deklarace náležel teolog James Montgomery Boice (1938-2000).